# The Call of the Open Range
The Call of the Open Range è un cortometraggio muto del 1911 diretto da Allan Dwan

## Trama
Sugli altipiani delle Montagne Rocciose vive la famiglia Warner. Il figlio Ed non è soddisfatto di questa esistenza isolata. La sua ossessione è scendere a valle e unirsi ai cowboy che guidano le mandrie.

## Produzione
Il film fu prodotto dalla Flying A (American Film Manufacturing Company).

## Distribuzione
Distribuito dalla Motion Picture Distributors and Sales Company, il film - un cortometraggio in una bobina - uscì nelle sale cinematografiche USA il 3 luglio 1911.